# Пьер II (граф Савойи)
Пьер II Савойский, прозванный Маленький Карл Великий (итал. Pietro II di Savoia, le Petit Charlemagne; 1203, Суза, Пьемонт — 15 мая 1268, Пьер-Шатель) — граф Савойский, младший сын графа савойского Томаса I и Маргариты Женевской, дочери Гийома I Женевского, графа Женевы и Во.

## Биография
Племянницей Пьера была Элеонора Прованская (1223—1291), которая 14 января 1236 году вышла замуж за короля Англии Генриха III. Пьер сопровождал племянницу в поездке в Англию и прожил там (с перерывами) в течение более 20 лет.
Будучи в свите Генриха III, участвовал в мирных переговорах с Францией.
В 1241 году Пьер Савойский получил от Генриха III титул графа Ричмонда, позже он оставил Ричмонд своей племяннице, Элеоноре, которая передала его английской короне. Вместе с графским титулом Пьер получил участок земли в Лондоне между Темзой и современной улицей Стрэнд, где в 1263 году построил Савойский дворец, не сохранившийся до наших дней. В 1246 году король подарил Пьеру Савойскому замок Певенси.

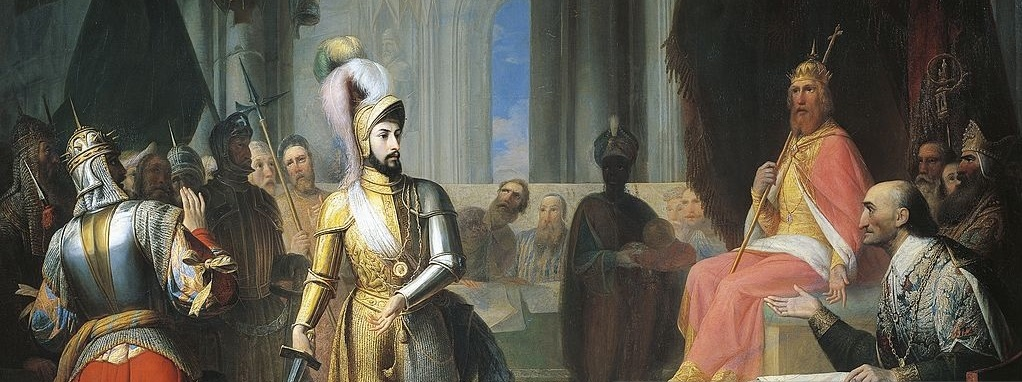
Пётр Савойский и император Священной Римской империи Ричард, 1263 год.

Кроме того, король назначил его на престижную должность Лорда-стражника пяти портов, которую Пьер Савойский занимал до 1255 года.
Оставаясь сторонником короля Англии Генриха III, Пьер Савойский конфликтовал с пытавшимся ограничить королевскую власть в пользу баронов графом Симоном де Монфором. Однако позднее, в 1258 году в результате недовольства политикой короля, Пьер стал на сторону оппозиции Монфора и так называемого «разъяренного парламента».
В 1263 году, не оставив наследника, умер племянник Пьера — граф Савойи Бонифаций. Пьер покинул Англию и отправился в Савойю и правил до своей смерти в 1268 году. Он присоединил к Савойе кантон Во.
В 1234 году женился на Агнес де Фосиньи, в браке с ней родилась дочь Беатриче (oк. 1235 — 21 ноября 1310).
После смерти Пьера II графом Савойским стал его младший брат Филипп.